# Projekt 206M Sjtorm
Projekt 206M Sjtorm (ryska: Шторм, NATO-rapporteringsnamn Turja-klass) är en klass motortorpedbåtar tillverkade för Sovjetiska flottan och exportkunder mellan 1973 och 1985. De är baserade på Projekt 206 Sjtorm, men är försedda med bärplan.

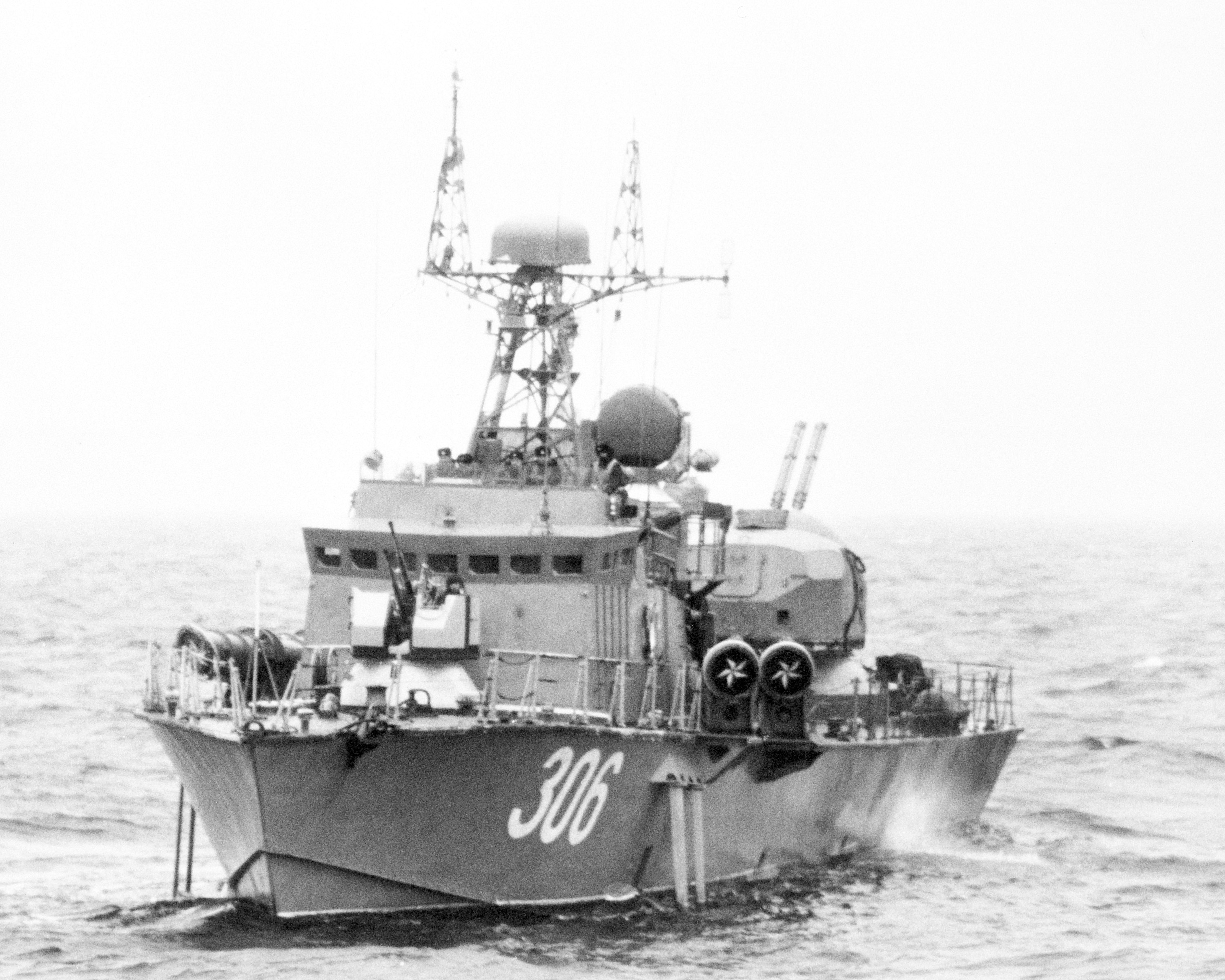
Torpedbåten T-94 fotograferad i Svarta havet 1985.

Sjtorm räknas som bärplansbåt, men den har bara ett förligt bärplan. Akterskeppet ligger i vattnet även vid maxfart. Detta begränsar maxfarten till 44 knop, men det möjliggör ett enkelt propellerarrangemang utan avancerad kraftöverföring till propellrar i aktre bärplan som på Projekt 1240 Uragan (Sarantja-klass).

## Varianter

### Projekt 206M
Ursprunglig modell producerad för Sovjetiska flottan. De har en sänkbar hydrofon av samma typ som används på ubåtsjakthelikoptrar. De flesta har också uppgraderats med 82 mm motmedelsraktkastare PK-16.

### Projekt 206ME
Exportmodell utan hydrofon och motmedel. Somliga fartyg saknar även bärplan.

## Användare
- Sovjetunionens flotta – 31 fartyg tillverkade mellan 1972 och 1978. År 2006 var fem fortfarande i aktiv tjänst; R-50, R-20 och R-25 i Kaspiska havet, R-221 i Östersjön och R-44 i Svarta havet.
- Etiopiens flotta – Två fartyg, HTB112 och HTB113, levererade 1985 och 1986. Båda förstördes i hamn 1992 i samband med Eritreas frigörelse.
- Kambodjas flotta – Två fartyg utan torpedtuber donerade 1984 och 1985. Även bärplanen monterades bort under 1980-talet då de begränsade fartygens användbarhet i grunda flodvatten. Under FN:s intervention 1992 rustades de upp och målades vita.
- Kubas flotta – Åtta nybyggda fartyg levererade mellan 1979 och 1983. Lagda i malpåse sedan 1994.
- Litauiska flottan – Två fartyg övertagna från sovjetiska östersjöflottan 1994 utan torpedtuber och bärplan.
- Seychellerna – Ett fartyg, Zoroaster, donerad utan torpedtuber och bärplan 1986. Avrustad sedan 1995.
- Vietnams flotta – Fem fartyg, HQ-331, HQ-332, HQ-333, HQ-334 och HQ-335, levererade 1984 till 1986. De två sistnämnda utan torpedtuber och bärplan.

Notera: Enligt vissa källor tog Ukraina över fem fartyg från sovjetiska svartahavsflottan 1991. Dessa fartyg var dock av den robotbeväpnade varianten Projekt 206MR Vichr.